# نهر أخيلوس
نهر أخيلوس (باليونانية: Αχελώος)‏ هو نهر يقع غرب اليونان في حدود مقاطعتي أكارنانيا وأيتوليا وثم يصب في البحر الأيوني، يبلغ طول النهر 220 كلم ويعتبر أطول أنهار اليونان، سمي بهذا الاسم نسبة للإله أخيلوس راعي هذا النهر في الميثولوجيا الاغريقية.